# Uso internacional do dólar americano

Dólar americano ao redor do mundo e o euro:
Estados Unidos
Adoções externas do dólar americano
Moedas atreladas ao dólar americano
Moedas atreladas ao dólar americano com banda estreita
Zona do euro
Adoções externas do euro
Moedas atreladas ao euro
Moedas atreladas ao euro com bandeira estreita
Nota que Rublo bielorrusso está atrelada com o euro, rublo russo e dólar americano é reserva.

Além de ser a principal moeda dos Estados Unidos, o dólar americano é utilizado como unidade padrão de moeda em mercados internacionais de commodities como ouro e petróleo (o último, às vezes chamado petrocurrency, é a fonte do petrodólar prazo). Algumas empresas de fora dos EUA que trabalham nos mercados globalizados (como a Airbus) listam seus preços em dólares.
O dólar dos EUA é a moeda de reserva mais importante do mundo. Além da participação por parte de bancos centrais e outras instituições, há muitas propriedades privadas que são acreditadas para ser notadas em dólar, principalmente em cem dólares (na verdade, a maioria das notas de banco americanas são feitas fora dos Estados Unidos). Todas as explorações de depósitos bancários em dólares americanos detidos por não residentes dos Estados Unidos são conhecidos como "eurodólares" (para não ser confundido com o euro), independentemente da localização do banco que mantém o depósito (que pode estar dentro ou fora dos EUA).
O economista Paul Samuelson e outros (incluindo Milton Friedman) sustentaram que a demanda externa por dólares permitiu os Estados Unidos manter déficits comerciais persistentes sem fazer o valor da moeda se depreciar ou o fluxo de comércio se reajustar, mas Samuelson declarou em 2005 que em algum período no futuro incerto estas pressões iriam levar a uma corrida contra o dólar americano com consequências financeiras globais graves.